# Чердынский краеведческий музей
Че́рдынский краеве́дческий музе́й им. Александра Сергеевича Пушкина расположен в городе Чердынь Пермского края. Основан 4 июня 1899 г. как общеобразовательный музей им. А. С. Пушкина. В этом же году, благодаря председателю уездной земской управы Д. А. Удинцеву, было создано научное Общество любителей истории, археологии и этнографии Чердынского края с музеем древностей. Общество состояло из представителей местной интеллигенции: учителя, врачи, технические служащие, земские служащие, купцы и духовенство. Почетными членами общества стали известные ученые того времени: профессор Московского университета, этнограф и антрополог Анучин Дмитрий Николаевич, член императорской археологической комиссии А. А. Спицын, президент Уральского общества естествознания А. А. Миславский, профессор Казанского университета, известный этнограф И. Н. Смирнов и др. В 1918 г. оба музея слились в один общеобразовательный музей им. А. С. Пушкина. Музей располагался в здании ЧУЗУ — Чердынской уездной земской управы, по адресу ул. Юргановская, д.69. Сегодня это одно из пяти зданий музейного комплекса.

## Учредитель
Учредителем является Министерство культуры Пермского края. В конце 2021 года Чердынский музей передан в краевую собственность. Полное официальное название учреждения — Государственное краевое бюджетное учреждение культуры Чердынский краеведческий музей им. А. С. Пушкина. Сокращённое: ГКБУК ЧКМ.

## Музейный комплекс
Общая площадь земельных участков 1.46 га, площадь помещений — 3547,8 м², в том числе экспозиционно-выставочная площадь (действующая) — 1088,5 м²., площадь под хранение фондов — 668,6 м². (данные на конец 2021 года). Музейный комплекс включает в себя пять зданий.

#### Выставочный зал.
Расположен в здании бывшей женской гимназии (1888), ул. Юргановская д.60 (Объект культурного наследия России) Сейчас здесь располагаются основные выставки, так как здания музейного комплекса постепенно реставрируются.

#### Краеведческий музей.
Расположен в здании бывшей Уездной земской управы (1850—1851 гг.), Чердынь, ул. Юргановская д. 69 (ОКН) Здание находится в реставрации до конца 2024 года.

#### Музей истории веры.
Расположен в бывшей Успенской церкви (1757—1785 гг.), Чердынь, ул. Успенская д.59 (ОКН)

#### Центр памяти М. Н. Романова.
Расположен в бывшей Богадельне (1913—1915 гг.) п. Ныроб, ул. Октябрьская д.14 (ОКН)

#### Юргановская д. 58.
Музейное пространство расположено по адресу ул. Юргановская д. 58. (ОКН). Бывшее здание мужского приходского училища (1888 г.). На 2021 год постоянная выставочная деятельность не ведётся, здание находится в процессе реставрации, в конце 2021 года был отреставрирован фасад. В рамках проекта «Город Ч. на семи холмах» (май 2021г) здание стало площадкой для нескольких мероприятий фестиваля: презентация духов Чердыни «Духи города Ч.» парфюмер Виола Новосёлова; «Дефиле по Невскому. Версия „Лето“». Были показаны коллекции костюмов Пермского дома народного творчества «Губерния» и мастерской «Варежка»; Фотовыставка Михаила Пахотина «Город Ч. седьмое измерение». В 2022 году здесь проходили мероприятия в рамках арт-резиденции "Чердынское междуречье", а в 2023 году здесь прошла Ночь музеев. Музей хотел привлечь внимание к новому помещению, которое не начало функционировать, но уже является музейным пространством.

## Фонды
По объёму фондов ГКБУК ЧКМ занимает второе место среди краевых музеев. Общее количество фондов — 145674 ед., в том числе основной фонд (ОФ) составляет 112379 предметов; научно-вспомогательный (НВ) — 33295 ед. Федеральная собственность — 84372 предметов; муниципальная собственность — 28007 пр.

### Интересные коллекции

#### Археологическая
Самая значительная коллекция музея — археологическая. Она начала формироваться ещё в год образования музея древностей. Предметы поступали из археологических памятников края, в результате покупок у местного населения или пожертвований частных лиц. Члены общества вели раскопки Мало-Аниковского могильника в окрестностях д. Малой Аниковской (Д. А. Удинцев, В. Л. Борисов, П. П. Тарасов, В. Н. Поносов). Основные работы по изучению археологических памятников Чердынского уезда проводили члены Пермской ученой архивной комиссии Н. Н. Новокрещенных и С. И. Сергеев, член Императорской археологической комиссии А. А. Спицын. Коллекция значительно пополнилась 1950-60-е гг. интересными находками И. А. Лунегова, который исследовал более 50 археологических памятников. С 1961 г. в Чердынском районе работали систематические археологические экспедиции под руководством ученых из Пермского госуниверситета В. А. Оборина, В. П. Денисова, Ю. А. Полякова, А. Ф. Мельничука.

#### Нумизматическая
Одна из самых больших коллекций музея — нумизматическая. К сожалению, большая часть монет оказалась вывезенной из Чердыни в 1919 г. По документам археологического музея удалось установить факт наличия в коллекции серебряных и медных русских монет, начиная со времён правления Фёдора Ивановича (1590 г.), Бориса Годунова (1600 г.) и всех последующих русских царей. Среди иностранных монет были представлены редкие китайские, персидские, японские монеты. К редким монетам относятся боны — металлические деньги баржестроителя Ф. Е. Тимохова из села Вильгорт. Поступившие в музей в 1903 г., рубль Сестрорецкого монетного двора (1771 г.) и полуполтина — плата Екатеринбургского монетного двора (1725 г.)

#### Книжная
Книжному собранию XVI—XX вв.. в музее уделяется особое внимание. Коллекцию начал формировать И. А. Лунегов ещё в 1924—1928 гг. собрав в деревнях, расположенных по реке Пильве, 100 старопечатных книг и несколько рукописей. Позднее им были собраны книги в верховьях реки Язьвы. Рукописи, грамоты и старопечатные книги поступали также от частных лиц, из бывших церковных архивов г. Чердыни и церквей Чердынского района. Сейчас сюда входят редкие экземпляры старопечатной и рукописной книги, образцы «крюкового» письма.
В состав научно-краеведческой библиотеки входят книги изданные до 1917 г., раннего советского периода, первые уездные газеты, газеты пермской губернии, епархиальные ведомости, статистические отчеты, кустарная промышленность, адрес-календарь Пермской губернии, энциклопедии, книги из частных собраний купцов, учебники из старых учебных заведений и пр.

## Экспозиции
В 2017 году была демонтирована основная экспозиция музея, которая располагалась в здании по Юргановской д.69. На 2023 г. основные действующие выставки и экспозиции расположены в выставочном зале музея (ул. Юргановская д.60). В здании краеведческого музея идет реставрация.

### Выставочный зал
На первом этаже размещаются временный выставки и находится детское пространство. Музей является частью социального проекта Kid-friendly | Здесь рады детям. В выставочном зале можно прийти с маленьким ребенком, попить воды, сходить в туалет.

#### Экспозиция «Пермские боги едут домой»
Экспозиция рассказывает о происхождении самых знаковых произведений религиозной деревянной скульптуры в Пермском крае. В экспозиции представлена собственная коллекция пермской деревянной скульптуры, 27 предметов из фондов Чердынского музея

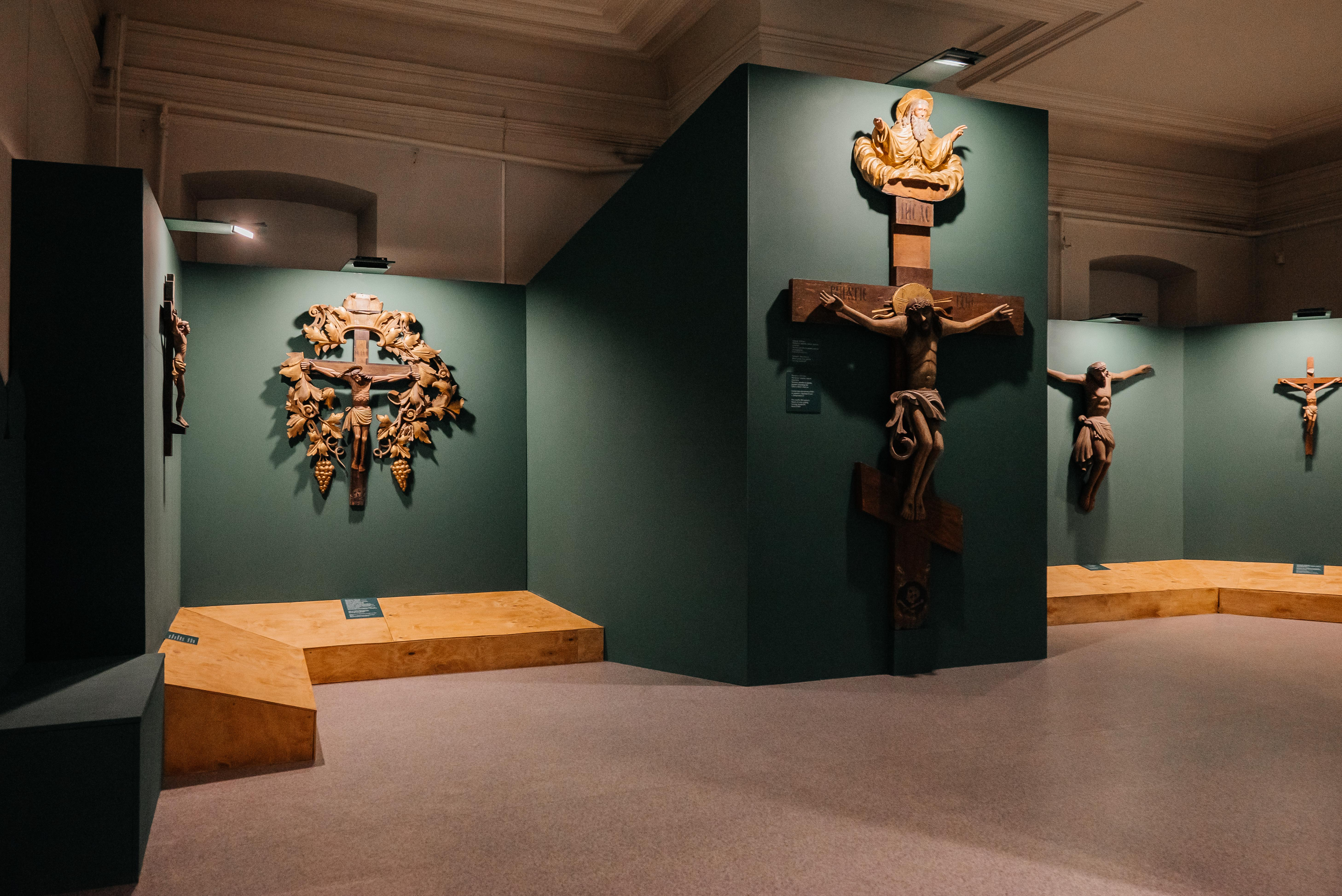

#### Экспозиция «На пороге новых открытый: Древняя металлопластика Чердынской земли»
Выставка открыта в конце 2021 года. Экспозиция — способ по-новому взглянуть на музейную коллекцию металлопластики через призму новых фактов о составе металла этих исторических ценностей. Она повествует о том, как предметы и находки кладов изучали в древности и как современные технологии позволяют узнать больше о древних артефактах. Больше 100 предметов древней металлопластики Чердынского краеведческого музея им. А. С. Пушкина прошли археоминералогическое исследование. На тематической экскурсии можно узнать больше о предметах древней металлопластики и совместно поискать ответы на вопросы, которые стоят перед искателями: кто, когда и зачем создавал эти изделия? Посетители узнают о результатах археоминералогического исследования Горного института, проведенного на базе музейной коллекции.
Есть интерактивный стол, интересно и взрослым и детям. В импровизированном кабинете в ящиках есть копии отчётов о раскопках И. А. Лунегова. если вам интересна археология — то вам понравится.

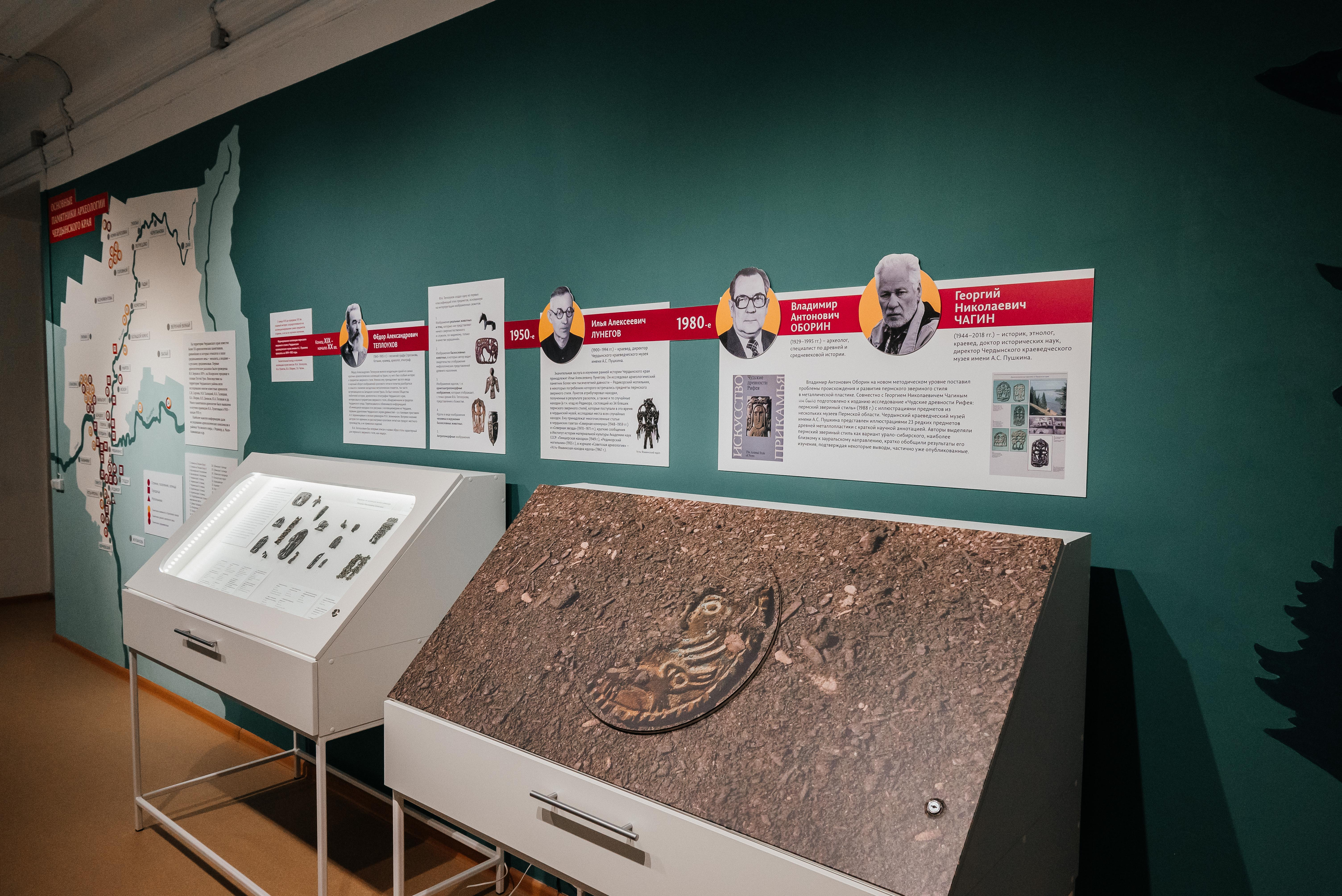